# Cultura del Texas
La cultura dello Stato del Texas (Stati Uniti d'America) riflette la diversa composizione della popolazione e la storia dello Stato. È il risultato di una mescolanza delle tradizioni del Sud degli Stati Uniti, del Messico e dell'Europa, gli antichi coloni. Si individuano ugualmente differenze regionali all'interno di questo vasto Stato del Sun Belt, inoltre confluiscono anche gli stati centrali statunitensi.

## Teatro

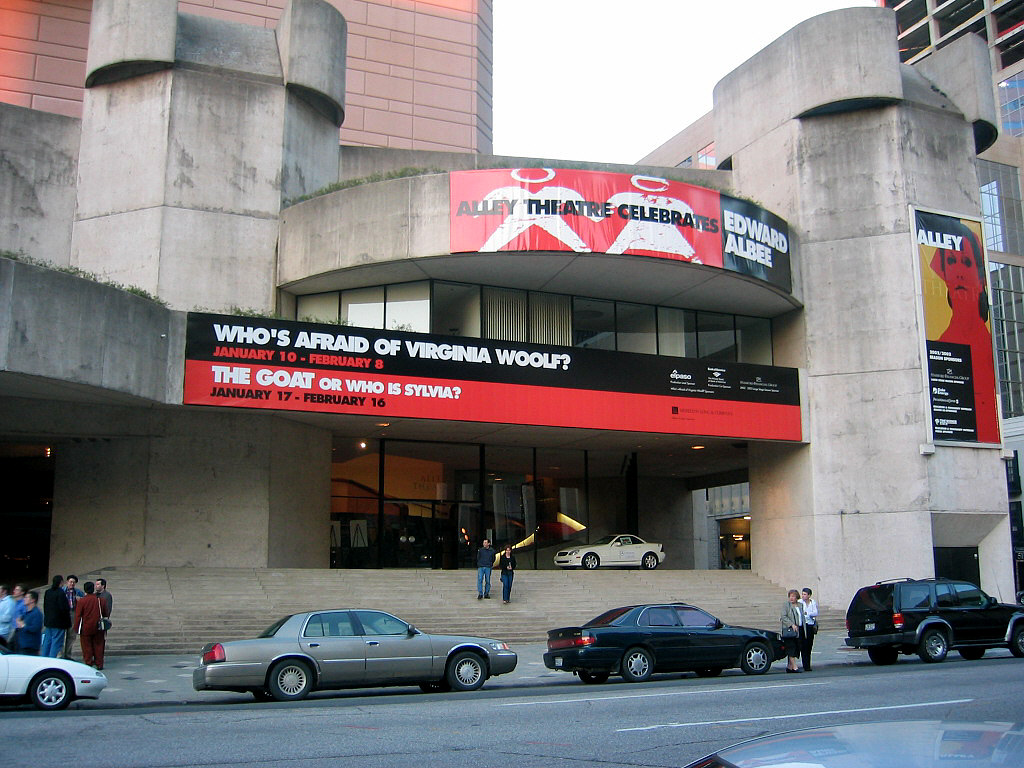
Alley Theatre, foto, esterno datata 2003.

Lo Houston Theater District, esteso su 17 isolati nel centro della città, è il secondo quartiere dello spettacolo negli Stati Uniti nel numero di posti a sedere dietro solo a Broadway (New York): vi sono quasi 13.000 posti a sedere per spettacoli d'opera, danza, musica e teatro che attraggono oltre due milioni di spettatori ogni anno. La città possiede anche altre istituzioni culturali di primo piano, come Houston Grand Opera, l'Alley Theatre e l'Austin Opera.

## Danza classica
Il Ballet Austin è la quarta accademia di danza classica negli USA. A Odessa il teatro Globe of the Great Southwest, la cui architettura è basata su quella del Globe Theatre di Londra, ogni estate vede le rappresentazioni William Shakespeare; infine anche l'agglomerato Dallas-Fort Worth presenta molti teatri
Inoltre grande importanza ha lo Houston Ballet, una delle più grandi compagnie di danza professionale negli Stati Uniti, dove si esibiva Lauren Anderson.
Fra le ballerine famose Joshua Allen, vincitrice della quarta edizione del reality show So You Think You Can Dance.

## Arte
Le prime forme d'arte in Texas sono quelle lasciate dai popoli nativi. Sono stati ritrovati migliaia di disegni scolpiti o dipinti su pietre, risalente all'età pre-colombiana: 2.000 di essi si trovano a Hueco Tanks vicino a El Paso. Gli spagnoli hanno prodotto opere d'arte religiosa per decorare le loro missioni a partire dal XVII secolo.

### Pittura

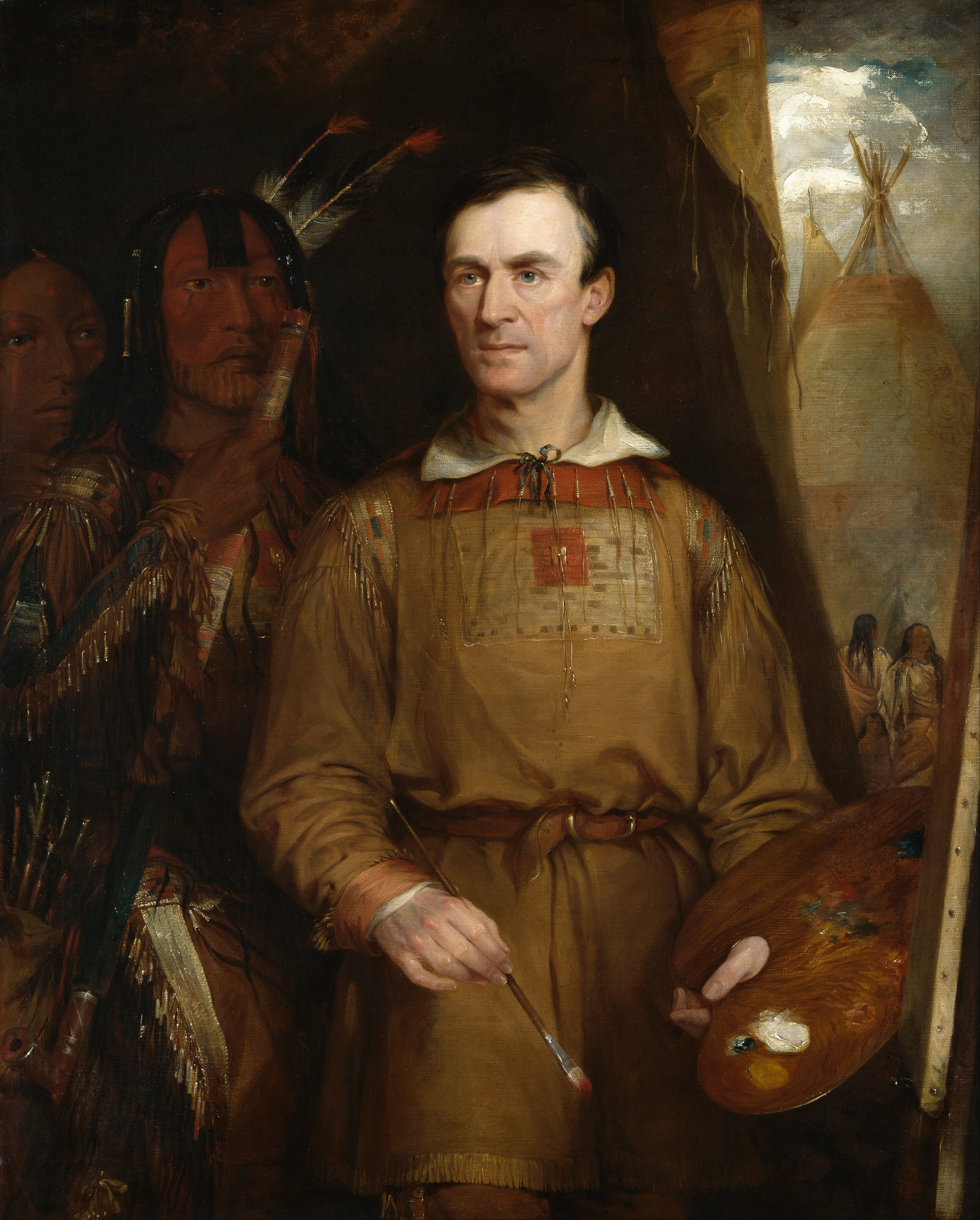
George Catlin (26 luglio 1796 – New York, 23 dicembre 1872), ritratto di William Fisk 1849, opera conservata nel National Portrait Gallery, Washington)

L'arte pittorica iniziò a svilupparsi nel XIX secolo con opere di avventurieri come George Catlin. Nel XX secolo Harold Dow Bugbee realizzò numerosi dipinti e pitture murali aventi come soggetto la vita del cowboy. Charles Franklin Reaugh si interessò invece della natura e della fauna texana, fondando la scuola d'arte di Dallas.
I principali rappresentanti dell'arte moderna del XX secolo sono stati Seymour Fogel, che dipinse murales astratti su diversi edifici dello Stato negli anni 1950-1960, Robert Rauschenberg e Charles Umlauf.

### Sculture

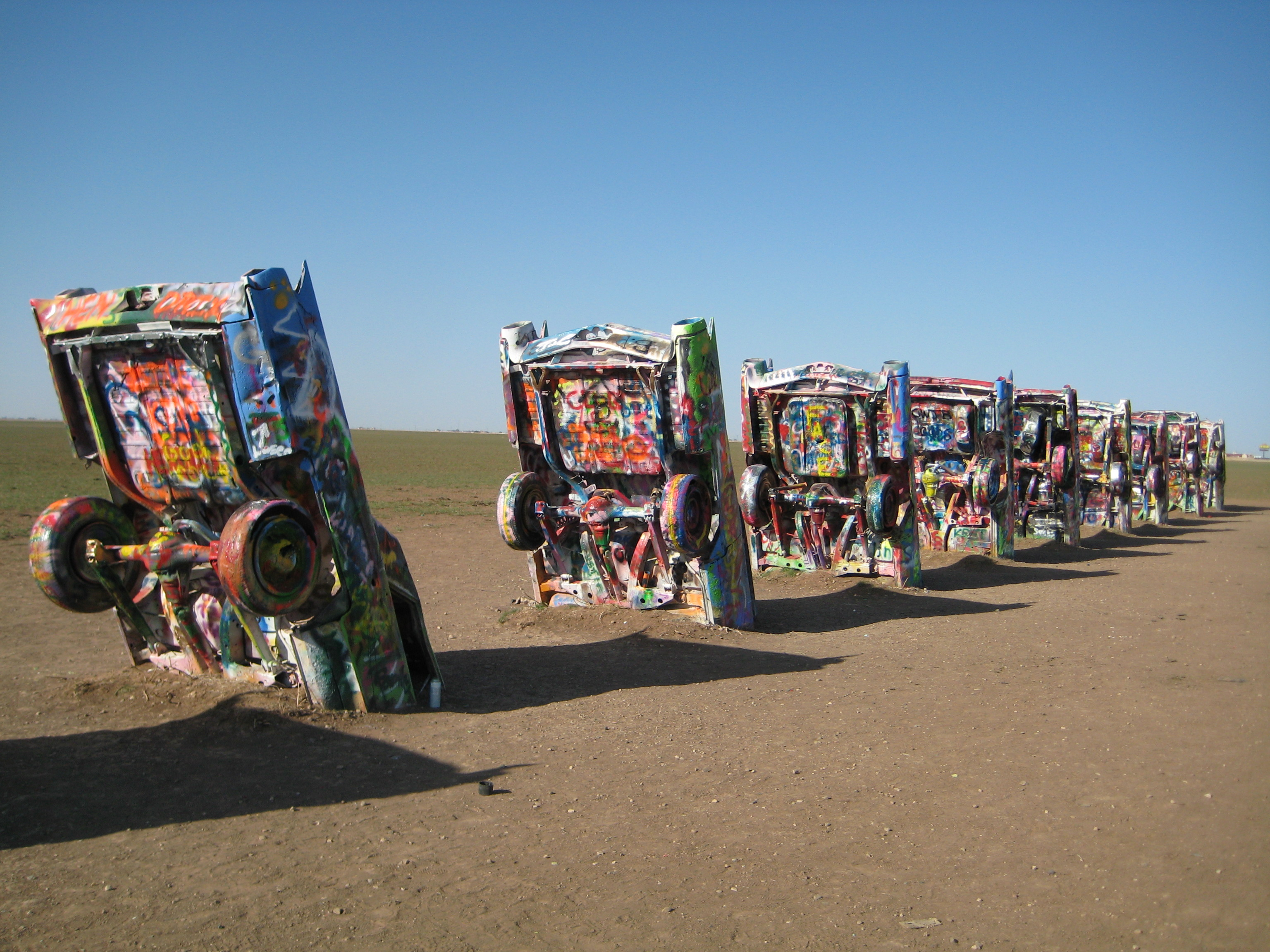
Cadillac Ranch, Amarillo

La più celebre scultura in Texas è il Cadillac Ranch, situato ad Amarillo ed inaugurato nel 1974. È costituito da un allineamento di dieci rottami di automobili, disposti in modo da dare l'impressione che siano piantate nel terreno. Un'altra molto nota è la statua monumentale di Sam Houston, alta 20 metri, costruita nel 1991 a Huntsville dallo scultore David Adickes.

## Architettura
Lo Stato possiede circa 11.500 siti e monumenti storici, più di 700 musei di storia locale, 40.000 siti archeologici (tra cui Alibates Flint), 46 siti di interesse storico nazionale e 2000 luoghi iscritti sul Registro Nazionale dei luoghi storici (National Register of Historic Places).

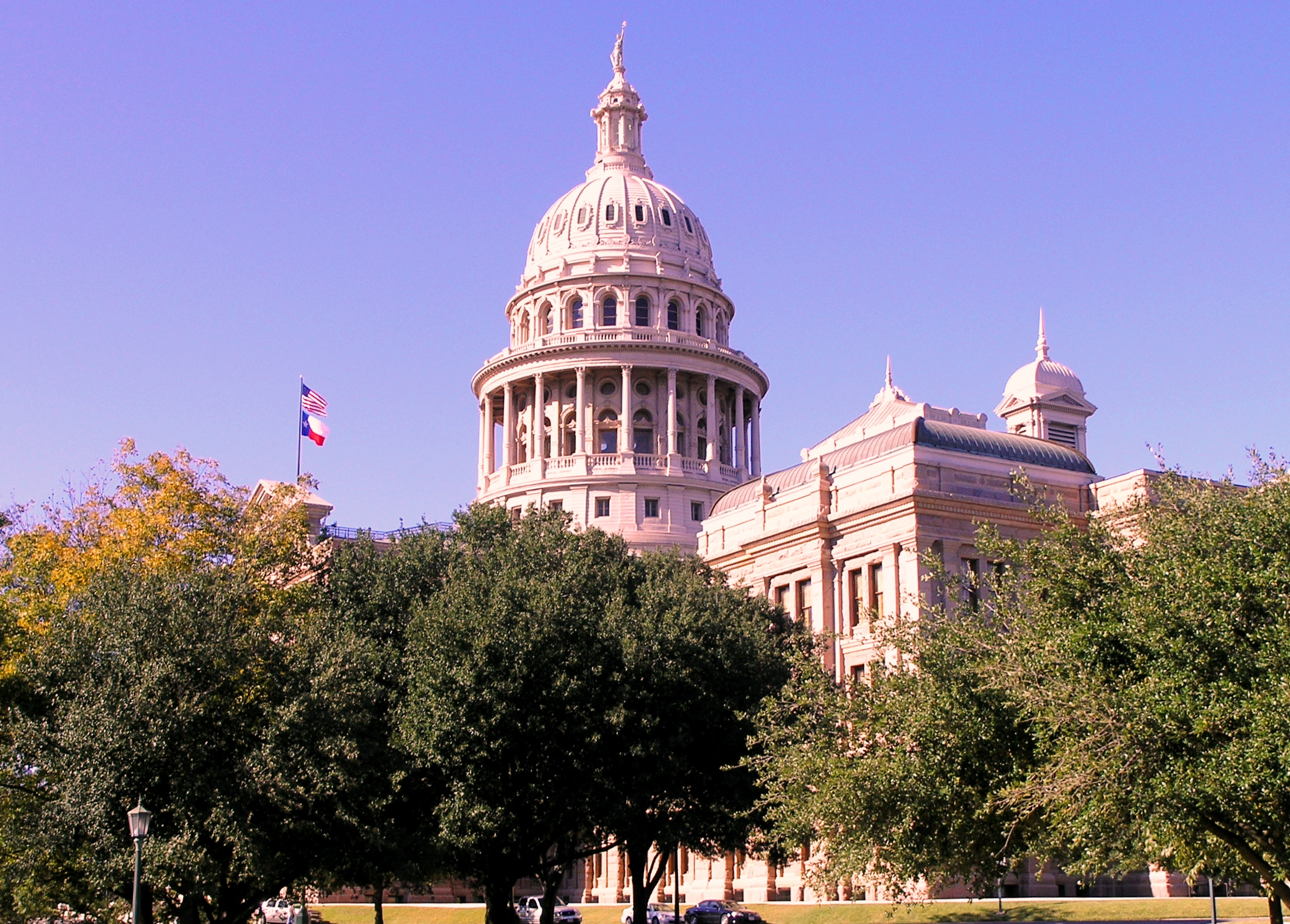
Il Campidoglio di Austin.

In epoca coloniale gli spagnoli costruirono una rete di missioni cattoliche, che rifletteva nell'architettura la loro visione economica e religiosa. Tra le missioni più importanti risalenti a quel periodo vi è quella di Alamo, che fu teatro dell'omonima battaglia. L'influenza coloniale si manifestò anche con la costruzione di fortificazioni a difesa di una regione a lungo ambita dalle varie potenze contendenti. Le città ispaniche vennero create seguendo un modello che vedeva i principali edifici pubblici organizzati intorno ad una piazza, come nel caso di San Antonio, fondata nei primi anni del XVII secolo. L'architettura della piantagione caratterizza invece il Texas orientale, nella regione vicina alla Louisiana. L'architettura civile dello Stato è ricca di questi differenti apporti, soprattutto nelle case ad un piano, costruite secondo le modalità del ranch, e quelle a due piani in stile georgiano..
Con l'affiliazione del Texas agli Stati Uniti nel 1845, ogni capoluogo di contea è stato dotato di un tribunale, spesso sormontato da una cupola. Molti di questi centri di giustizia sono stati classificati come monumenti storici. Ugualmente Austin, capitale del Texas, è stata dotata di un campidoglio, ad imitazione di Washington.
La crescita economica del Texas nella seconda metà del XX secolo, ha permesso lo sviluppo di un'architettura moderna e di qualità. Molti architetti hanno lavorato in questo Stato: Frank Lloyd Wright, Tadao Andō, Louis Kahn, Ieoh Ming Pei, Philip Johnson, Renzo Piano, Steven Holl, Robert A. M. Stern, Richard Meier, e César Pelli hanno progettato musei ed edifici pubblici. Lo skyline di molte città è segnato dai grattacieli: Houston possiede 29 grattacieli oltre i 150 metri e Dallas 18. L'edificio più alto è la JPMorgan Chase Tower di Houston con 305 metri, costruita nel 1982. È seguita da Wells Fargo Plaza (Houston, 302 m, 1983) e Bank of America Plaza (Dallas, 281 m, 1985). Questi grattacieli rispecchiano la forza economica del Texas.

### Musei

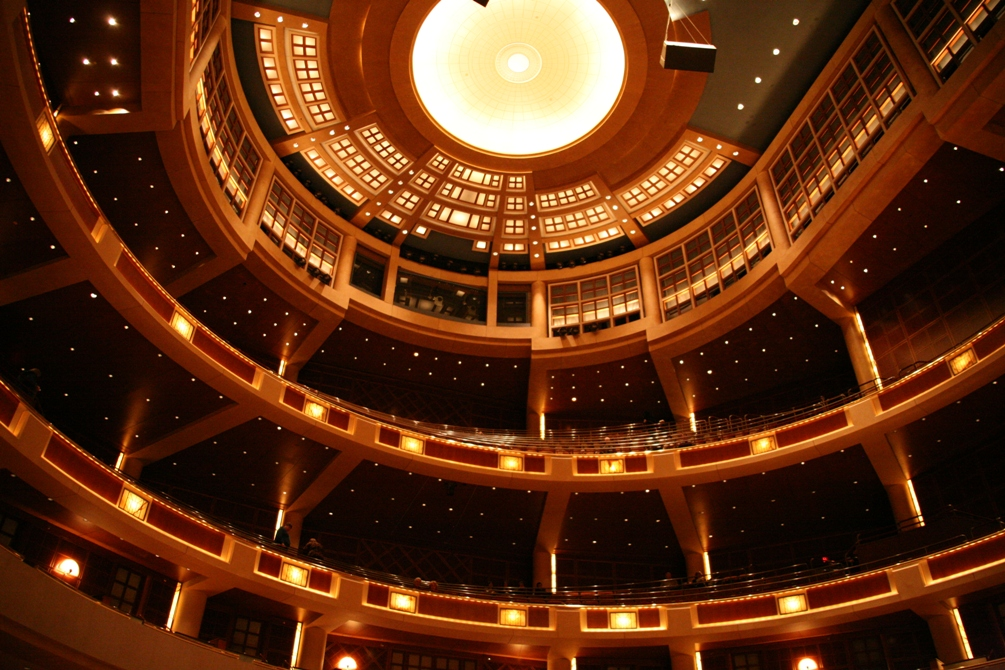
Morton H. Meyerson Symphony Center di Dallas.

A Houston i principali musei sono situati nel Museum District, fondato nel 1997 e con una media annua di 5,9 milioni di visitatori (dato del 2001). Tra le tante istituzioni culturali qui situate, il Museo delle Belle Arti è il più grande nel sud degli Stati Uniti e attira circa 2,5 milioni di visitatori all'anno. Il Museo di Scienze Naturali è frequentato da circa due milioni di visitatori ogni anno e dispone di circa un milione di esemplari e oggetti delle più svariate collezioni (minerali, fossili, reperti egizi e precolombiani, oggetti legati all'astronautica e animali imbalsamati africani e locali) e un notevole planetario.
A Dallas i più importanti sono il Dallas Museum of Art (opere d'arte dall'antichità ad oggi), il Kimbell Art Museum (pittura europea) e il Nasher Sculpture Center (scultura contemporanea).
Per quanto riguarda le altre città, il Museo d'Arte Moderna di Fort Worth è il più antico museo texano (fu fondato infatti nel 1892), città che ospita anche la Amon Carter Museum, la National Cowgirl Museum and Hall of Fame, la Will Rogers Memorial Center, e Bass Performance Hall, mentre il San Antonio Museum of Art presenta opere dall'Antichità ai nostri giorni provenienti da diverse parti del globo e il Witte Museum.
Fondato nel 1921, il Panhandle Plains Historical Museum, che si trova a Canyon University si contano circa tre milioni di articoli sulla vita dei pionieri. Nel Saint's Roost Museo di Clarendon si ricorda il passato ferroviario del nord del paese. Il Blanton Museum of Art è un museo collegato all'Università del Texas di Austin sin da quando nel 1927 l'università donò 400 acri per finanziarlo.

### Biblioteche
Le principali biblioteche statali si trovano nelle grandi città. Le due più importanti sono la Biblioteca di Houston, che possiede oltre 5,9 milioni di volumi, e la Perry-Castañeda Library dell'Università del Texas di Austin, che ospita circa 8 milioni di volumi ed è pertanto l'undicesima negli USA.
All'interno dello Stato esistono due biblioteche presidenziali che raccolgono migliaia di documenti sull'esecutivo americano: il Lyndon Baines Johnson Library and Museum e la George Bush Presidential Library.

## Editoria

### Letteratura
I primi elementi della letteratura texana furono scritti in spagnolo con storie riguardanti l'esplorazione dei conquistadores. La colonizzazione anglo-americana ispirò la letteratura della prima metà del XIX secolo: Texas di Mary Austin Holley (1833) è il primo libro in lingua inglese che si occupa solo di questo Stato.
Altre storie ricordano gli episodi della rivoluzione texana e dei loro eroi, come David Crockett: dagli anni 1830 alla Guerra di Secessione Americana gli almanacchi locali misero in scena questo personaggio in storie umoristiche e grottesche. Anche scrittori messicani scrissero sulla Rivoluzione texana, come Juan Nepomuceno Almonte (Noticia Estadistica Sobre Tejas, 1835) e José Enrique de la Peña. Successivamente l'assedio di Fort Alamo diede luogo a molti romanzi: Augusta Evans Wilson (Inez: A Tale of the Alamo, 1855), Amelia Edith Barr (Remember Alamo, 1888) e William Stoddard (The Lost Gold of the Montezumas: A Tale of the Alamo, 1900).
Le storie d'avventura e di viaggi contrassegnarono invece il periodo appena successivo all'indipendenza, con libri di George Wilkins Kendall (Narrative of the Texan Santa Fe Expedition, 1844) o di Frederick Law Olmsted (A Journey Through Texas, 1857). Nello stesso periodo John Crittenden Duval, soprannominato dal giornalista James Frank Dobie il "padre della letteratura texana", in Early Times in Texas racconta la fuga dal massacro della battaglia di Goliad.
La poesia texana, sviluppatasi nel XIX secolo, aveva inizialmente come tema principale la memoria degli eroi del Texas, ma anche i paesaggi e la natura di questa regione. Uno dei principali poeti fu Sidney Lanier, originario della Georgia, che qui scrisse uno dei suoi libri più noti, Retrospects and Prospects (1899). Anche la figura del cowboy ebbe una parte rilevante nella letteratura americana del XIX secolo, come testimonia l'opera di John Armoy Knox, Charlie Siringo, O. Henry o William Lawrence Chittenden. Infine molti scrittori europei si interessarono al Texas, come l'inglese Frederick Marryat (The Travels and Adventures of Monsieur Violet, 1843), l'austriaco Carl Anton Postl (Cabin Book, 1844) o il francese Gustave Aimard (The Freebooters, a Story of the Texas War, circa 1860).
La fine del XX secolo fu contrassegnato da un crescente interesse nei confronti del folclore texano, che causò la fondazione della Texas Folklore Society (1909).. In risposta al successo del romanzo western The Virginian di Owen Wister, il texano Andy Adams scrisse The Log of a Cowboy (1903), un racconto immaginario che descrive un viaggio di cinque mesi per condurre 3.000 vacche da Brownsville al Montana. J. Frank Dobie e Dorothy Scarborough pubblicarono invece storie di cercatori d'oro, cacciatori, pastori, cowboy e contadini.
La letteratura dopo il 1945 è stata caratterizzata da quattro grandi autori: Katherine Anne Porter, Charles William Goyen, William Humphrey e William A. Owens. Katherine Anne Porter è considerata da molti come la più importante scrittrice del Texas: ricevette infatti il Premio Pulitzer e il National Book Award nel 1966 per The Collected Stories e venne nominata tre volte per il Premio Nobel per la letteratura.

### Stampa

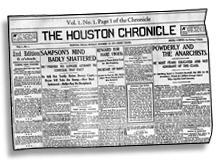
Houston Chronicle, primo numero della rivista, 14 ottobre 1901, venduta per due cents a copia

Tra i principali giornali pubblicati in Texas lo Houston Chronicle è quello che presenta la maggior tiratura, tra i 500 e i 630.000 esemplari: si tratta di un quotidiano generalista fondato nel 1901 e acquistato recentemente dalla Hearst Corporation. Il settimanale Houston Press è un giornale indipendente e letto da circa 300.000 persone.. Nell'area urbana Dallas-Fort Worth i principali quotidiani sono invece il The Dallas Morning News e il Fort Worth Star-Telegram. Anche altre grandi città hanno un proprio giornale: San Antonio Express-News, Austin American-Statesman ed El Paso Times sono fra i più conosciuti. Infine esistono anche pubblicazioni in spagnolo, come El Diario de El Paso.

## Cinema
Alcune pellicole evocano le regioni e le città texane (Non è un paese per vecchi di Joel Coen; Paris, Texas di Wim Wenders, In viaggio verso Bountiful di Peter Masterson).
Altri come La febbre del petrolio (Jack Conway, 1940) e Il gigante (George Stevens, 1956) ricordano come il petrolio abbia fatto la fortuna di questo Stato.

### Film correlati ad eventi storici
Molti film americani prendono ispirazione dalla storia e dalla società di questo Stato: l'assedio di Fort Alamo ha ispirato vari film fra cui:
- Il traditore di Forte Alamo (The Man from the Alamo), 1953, dove Glenn Ford interpretò in un western un inventato superstite allo scontro.
- La battaglia di Alamo, diretto, prodotto e interpretato da John Wayne, 1960[52].
- Alamo - Gli ultimi eroi, del 2004 diretto da John Lee Hancock è un film che descrive in modo dettagliato la battaglia.

L'assassinio di John F. Kennedy a Dallas, viene ripreso in vari film:
- Flashpoint (William Tannen, 1984)[53],
- JFK - Un caso ancora aperto (Oliver Stone, 1991)[54]
- Nel centro del mirino (Wolfgang Petersen, 1998)[55].

Fra gli altri film basati su avvenimenti storici Stella solitaria (Vincent Sherman, 1952) si riferisce al Texas del XIX secolo.

### Film western
Fra i più importanti film western, che rappresentano il culmine del genere negli anni 1940-1950:
- Duello al sole[57]
- Il fiume rosso[58][59]
- Un dollaro d'onore[60].
- Sentieri selvaggi

### Film sulle tematiche sociali
- The Life of David Gale di Alan Parker, 2003 tratta della pena di morte[61]
- Le tre sepolture di Tommy Lee Jones, 2006, narra dell'immigrazione latino-americana[62].

Diversi film sono basati sulla vita del carcere, come:
- Sugarland Express Steven Spielberg, 1974[63]
- Un mondo perfetto (Clint Eastwood, 1993[64]

### Film horror
Per quanto riguarda il genere horror si ricorda:
- Non aprite quella porta Tobe Hooper, 1974[65].

### Film sullo sport
Il mondo dello sport viene evidenziato in pellicole come:
- Friday Night Lights Peter Berg, 2004[66]
- Glory Road James Gartner, 2006[67],
- I segreti di Brokeback Mountain Ang Lee, 2005, ricorda la passata vocazione agricola la tradizione del rodeo[68].

### Serial televisivi
Tra le più importanti serie televisive si ricordano invece Dallas, prodotta dalla CBS tra il 1978 e il 1991 e Walker Texas Ranger, che conta un totale di 203 episodi suddivisi in nove stagioni, andata in onda sul canale CBS dal 21 aprile 1993, al 19 maggio del 2001..

### Attori

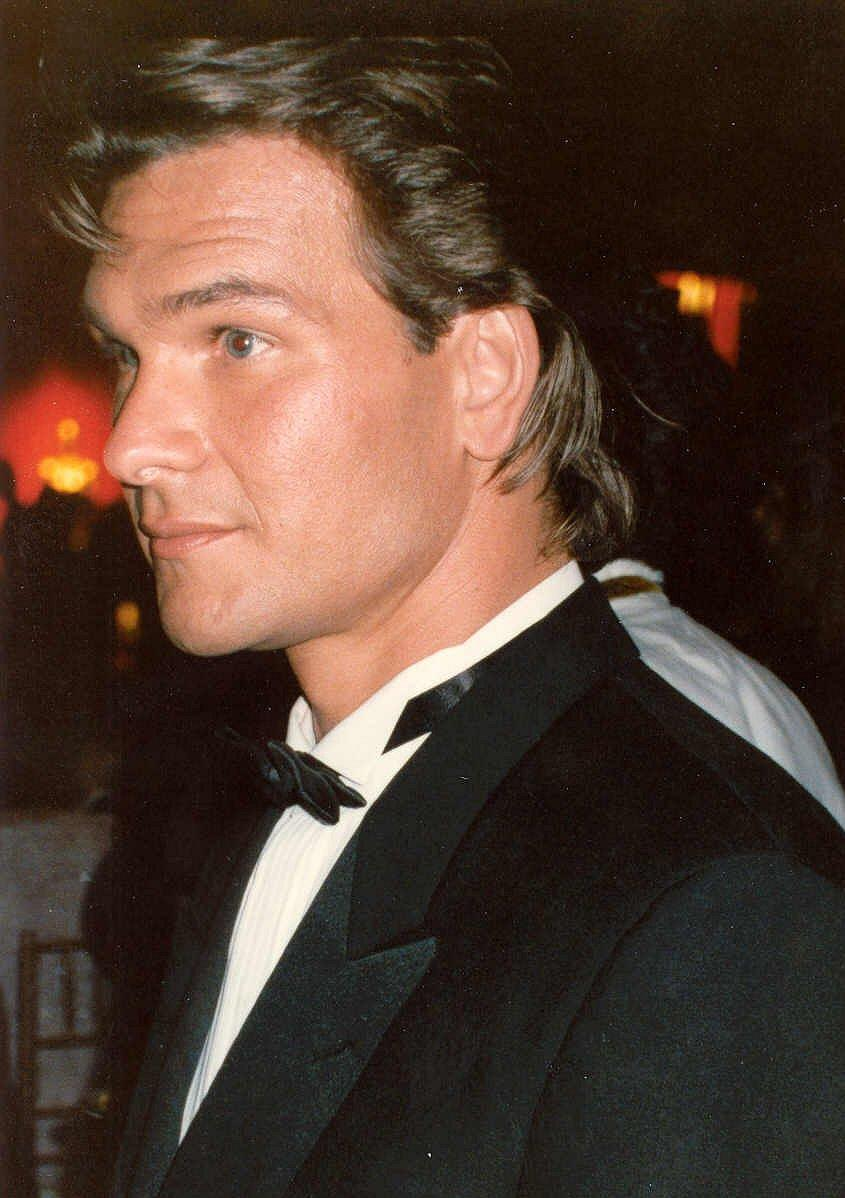
Patrick Wayne Swayze (Houston, 18 agosto 1952 – Los Angeles, 14 settembre 2009) alla 61º cerimonia per gli Academy Awards (Premio Oscar)

I principali attori nati in Texas sono:
- Cyd Charisse (1921-2008),
- Carolyn Jones, (28 aprile 1930 – West Hollywood, 3 agosto 1983), nota per il ruolo di Morticia nella serie televisiva La famiglia Addams
- Chris Cooper, oscar al miglior attore non protagonista nel 2003 per Il ladro di orchidee
- Dennis Quaid (1954),
- Ethan Hawke (1970),
- Eva Longoria (1975),
- Forest Whitaker (1961)
- George Eads, (Fort Worth, 1º marzo 1967) noto per il ruolo di Nick Stokes in CSI - Scena del crimine
- Katie Featherston, (20 ottobre 1982) nota per Paranormal Activity
- Jamie Foxx (1967), Oscar al miglior attore nel 2005
- Jennifer Garner, 17 aprile 1972, vincitrice di un Golden Globe per Alias
- Joan Crawford (1905-1977),
- Larry Hagman (1931),
- Matthew McConaughey (1969),
- Patrick Swayze (1952-2009),
- Renée Zellweger (1969)[70][71].
- Sissy Spacek (1949),
- Steve Martin (1945),
- Tommy Lee Jones (1946),

Mentre fra i registi noti Rob S. Bowman (nato il 15 maggio 1960, noto per X-Files e Star Trek: The Next Generation).

## Cucina
La cucina texana è simile a quella del sud degli Stati Uniti, che a sua volta presenta diverse tradizioni: la soul food è la cucina tradizionale della comunità afro-americana, basata su fritture accompagnate da riso e salsa piccante; quella cajun è invece tipica degli immigrati francesi della parte orientale dello Stato. L'influenza ispanica si riflette sulla cucina Tex mex, comprendente alimenti come il chili con carne, uno stufato piccante di manzo, peperoni e fagioli.
L'importanza che ricopre l'allevamento si riversa nella tradizione del barbecue, fortemente radicato nella cultura del Texas. Vi sono diversi tipi regionali di barbecue, cotti su legno diverso: in particolare nella parte orientale dello Stato è privilegiato il maiale con salsa di pomodoro. Il barbecue è stato anche influenzato dalla cultura degli immigrati tedeschi, cechi e messicani, che hanno rivalutato l'utilizzo della carne bovina. Infine si segnala il barbecue cowboy, tipico dell'ovest, che utilizza soprattutto carni di montone.
Il Texas è anche il quinto produttore negli Stati Uniti del vino. La vite venne introdotta dagli spagnoli nel XVII secolo e attualmente dispone di molte varietà.
Anche la bibita Dr Pepper ha origine in questo Stato: venne infatti creata nel 1885 da un farmacista di Waco.

## Musica

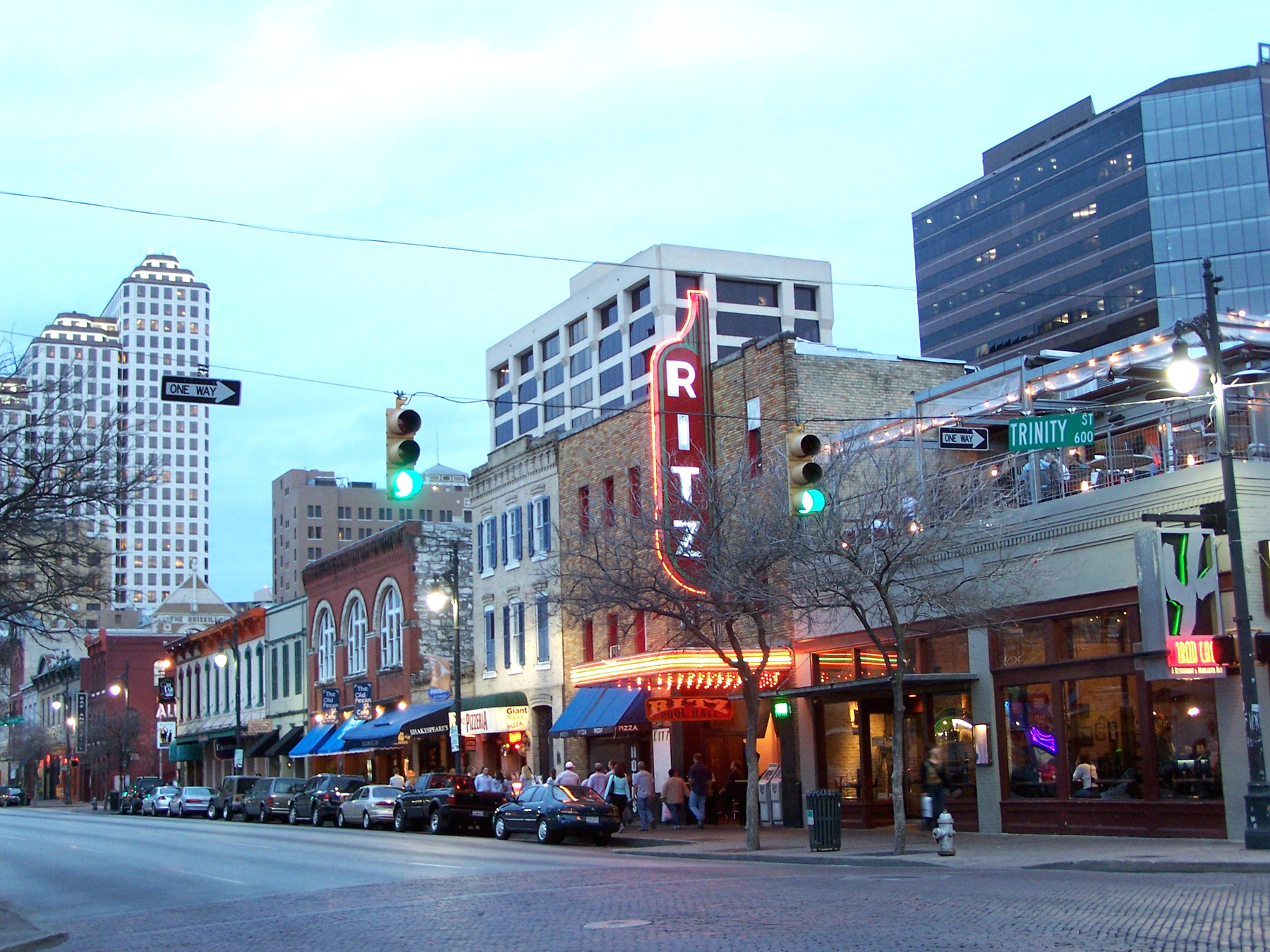
La 6th Street & Trinity Street, Austin, Texas

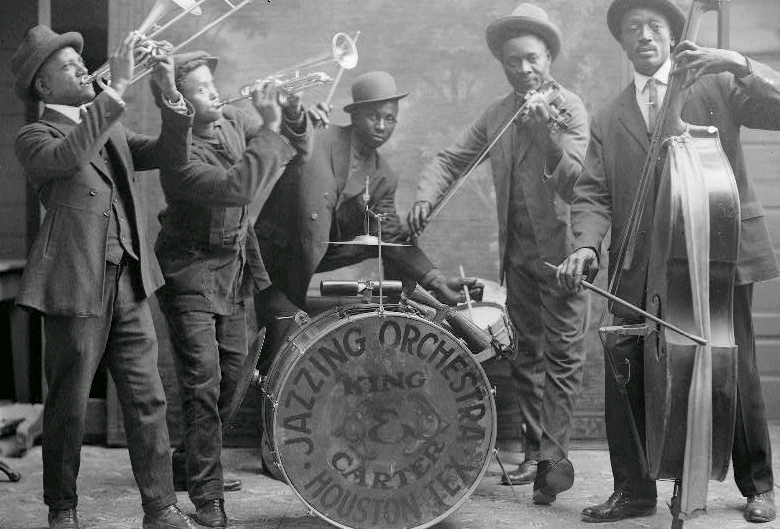
King & Carter Jazzing Orchestra (Houston, febbraio 1921).

Molti musicisti e cantanti sono nati in Texas e si sono particolarmente distinti in vari generi: Scott Joplin (1867-1917) per il ragtime, Selena (1971-1995) per la musica Tex-Mex, Kelly Clarkson (1982), Hilary Duff (1987), Demi Lovato (1992) Selena Gomez (1992) per la musica pop/soft rock, T-Bone Walker (1910-1975) e Stevie Ray Vaughan (1954-1990) per il blues, Janis Joplin (1943-1970), Roy Orbison (1936-1988), Meat Loaf (1947 -) e Buddy Holly (1936-1959) per il rock, Teddy Wilson (1912-1986) per il jazz, Vanilla Ice (1967) per il rap. Tra i gruppi si possono citare i Pantera (heavy metal), ZZ Top (blues-rock, hard rock), Destiny's Child (RnB) o Blue October (alternative rock). Il genere musicale è più fertile è il country, che utilizza vari strumenti (violino, banjo, dobro, pedal-steel) e ha le sue radici nei canti tradizionali e nelle tradizioni degli immigrati anglosassoni. Presenta anche numerose varianti, come il Lubbock sound, l'outlaw country, l'honky tonk e il country pop. Un altro genere molto diffuso è il Texas blues, fondato nei primi anni del XX secolo da artisti come Blind Lemon Jefferson (1893-1929), o Big Mama Thornton (1926-1984).
Austin è stata soprannominata "la capitale mondiale della musica dal vivo" (The Live Music Capital of the World): la città ha infatti oltre 200 sale da concerto, discobar e nightclubs, molti dei quali sono concentrati sulla 6th Street. La città ospita ogni anno un gran numero di festival musicali tra cui il più noto è il South by Southwest. A Dallas, il quartiere Deep Ellum è un centro importante per la musica alternativa. Si sviluppò nel periodo tra le due guerre per la musica jazz e blues, e in seguito accolse gruppi punk negli anni 1970–1980. Ad Houston viene organizzato anche un festival annuale di due giorni chiamato Free Press Summer Fest.
Molti brani musicali tradizionali evocano il Texas. The Yellow Rose of Texas è uno dei più antichi e celebri: fu composto nel XIX secolo e veniva cantato dai soldati confederati durante la guerra di Secessione. The Eyes of Texas fu invece composto da John Sinclair nel 1903 e oggi è l'inno ufficiale dell'Università del Texas ad Austin. Altri brani hanno per soggetto le città texane, come El Paso, Galveston, Streets of Laredo e Is This Way to Amarillo.

### Musica classica
La musica classica prospera soprattutto nelle grandi città. Le prime orchestre sinfoniche sono nate a San Antonio (1904), Dallas (1911) e Houston (1913). Attualmente le due principali sono l'Orchestra sinfonica di Houston e quella di Dallas, entrambe molto attive a livello internazionale.

## Feste
Il dinamismo della cultura texana si manifesta con molti eventi e festival durante tutto l'arco dell'anno. A margine di competizioni sportive come lo Houston Livestock Show and Rodeo sono tenuti numerosi concerti che richiamano decine di migliaia di spettatori e costituiscono un vero e proprio evento culturale. La festa più famosa è però la State Fair of Texas di Dallas, che nel 2002 attirò oltre tre milioni di visitatori. Dal 1886 si svolge ogni anno da fine settembre a metà ottobre e dà luogo a molteplici eventi, tra cui giochi e car show. Dal 1952 in ogni edizione è presente un pupazzo gonfiato alto 16 metri, chiamato Big Tex, che è divenuto il simbolo della festa.